# Najat Vallaud-Belkacem
Najat Vallaud-Belkacem (Beni Chikar, Marruecos, 4 de octubre de 1977), nacida Najat Belkacem, es una política socialista francesa. Es consejera general del cantón 12º de Lyon. Tras la victoria de François Hollande en mayo de 2012, fue nombrada ministra de los derechos de las mujeres y portavoz del gobierno francés, cargos que ha ejercido simultáneamente en el primer y segundo gobierno de Jean-Marc Ayrault.
El 2 de abril de 2014, en el primer gobierno de Valls, fue confirmada en su cargo y nombrada, además, ministra de la Ciudad, de la Juventud y de Deportes, dejando de ser portavoz gubernamental. El 26 de agosto del mismo año fue designada ministra de Educación, Instrucción Superior e Investigación, siendo la primera mujer en ejercer esa función en la historia de la República Francesa.
Najat Vallaud-Belkacem, nacida en Marruecos. Segunda de siete hermanos con una abuela española y otra argelina, reunida en Francia a los cuatro años con su padre gracias a la ley de reagrupamiento familiar, y plenamente integrada. Se describe como una "musulmana no practicante".
Vallaud-Belkacem apoya el uso de la fuerza gubernamental para filtrar de Twitter las expresiones de odio (ilegales según el derecho francés) como por ejemplo cuando se habla de homofobia. Y en cuanto al matrimonio entre personas del mismo sexo en Francia, ha declarado que su legalización es una cuestión de "progreso histórico".

## Algunas publicaciones
- con Éric Keslassy. Pluralité visible et égalité des opportunités Archivado el 22 de octubre de 2013 en Wayback Machine.. Fondation Jean-Jaurès (septiembre de 2010) ISBN 978-2-36244-006-9

- con Guillaume Bachelay. Réagissez ! Répondre au FN de A à Z, Jean-Claude Gawsewitch Éditeur (septiembre de 2011) ISBN 978-2-350-13297-6

- Raison de plus !, Fayard (marzo de 2012) ISBN 978-2-213-66644-0